# Estatueta de Tuxtla

Vista frontal da estatueta de Tuxtla. Note a data em contagem longa equivalente a Março de 162 (8.6.2.4.17), ao longo da frente da estatueta.

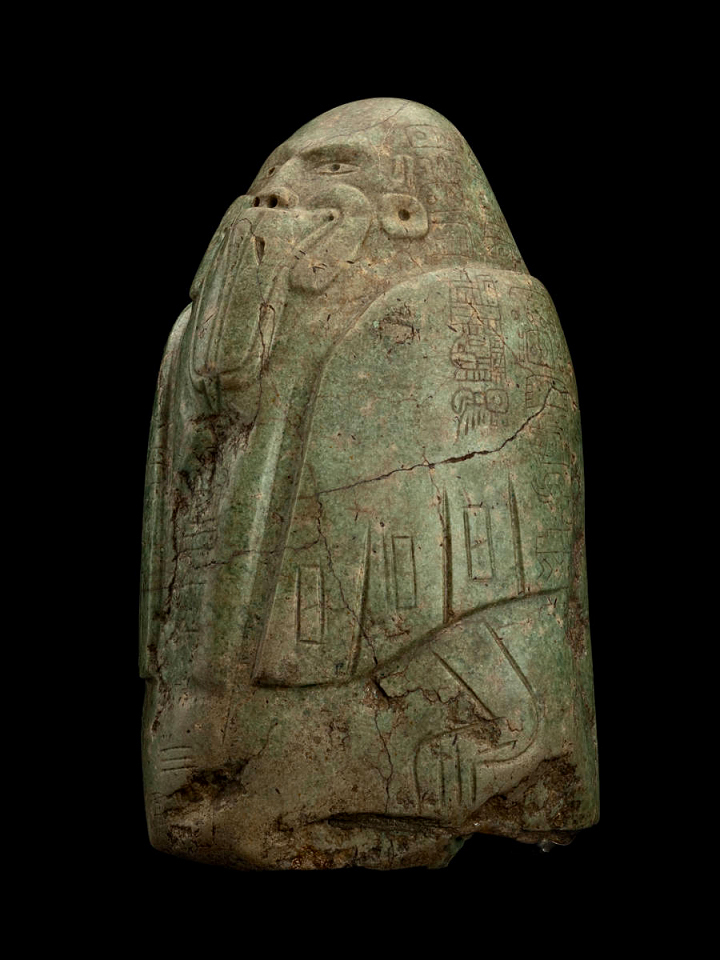
Vista da estatueta lateralmente

A Estatueta de Tuxtla é uma pequena figura de pedra verde, arredondada, com cerca de 16 cm, representando um ser humano acocorado, com forma de bala, e um bico e asas semelhantes aos de um pato. A maioria dos investigadores crê que a estatueta representa um xamã envergando uma máscara e manto de ave.  Tem incisos 75 glifos da escrita ístmica, um dos poucos exemplares conhecidos deste antigo sistema de escrita mesoamericano.
A face humana talhada na pedra nada tem de notável exceptuando o longo bico que se estende ao longo do seu peito. Este bico tem sido identificado como sendo de arapapá, uma ave abundante ao longo das costas do golfo do México de Tabasco e Veracruz.  O corpo encontra-se envolvido por asas levantadas ou uma capa semelhante a asas e na base foram gravados pés.
A estátua de Tuxtla é particularmente notável pelo facto de os seus glifos incluirem a data de contagem longa equivalente a Março de 162, que em 1902 era a mais antiga data em contagem longa que se conhecia. Produzida no derradeiro século da cultura epiolmeca, é originária da mesma região e período da estela 1 de La Mojarra e pode aludir aos mesmos acontecimentos ou pessoas.   Foram também notadas semelhanças entre a estatueta de Tuxtla e o monumento 5 de Cerro de las Mesas, um penedo talhado para representar uma figura seminua com uma máscara bucal de aspecto semelhante a um bico de pato.
A estatueta de Tuxtla foi descoberta em 1902 por um agricultor que lavrava o seu campo nas faldas ocidentais da Sierra de los Tuxtlas, no estado mexicano de Veracruz. Foi adquirida pela Smithsonian Institution pouco tempo depois, e supostamente levada de modo clandestino para Nova Iorque num carregamento de folha de tabaco. Por esta altura, vários maianistas, incluindo Sylvanus Morley, não acreditavam que a estatueta fosse anterior à civilização maia e sugeriram que a data e texto haviam sido inscritos muito mais tarde que o ano 162.  Contudo, descobertas posteriores, como a estela 1 de La Mojarra e a estela C de Tres Zapotes, confirmaram a antiguidade da estatueta.
A estatueta de Tuxtla encontra-se actualmente em Dumbarton Oaks, Washington D.C..